# (500265) 2012 LN10
(500265) 2012 LN10 es un asteroide perteneciente al cinturón de asteroides, descubierto el 14 de junio de 2012 por el equipo del Mount Lemmon Survey desde el Observatorio del Monte Lemmon, Arizona, Estados Unidos.

## Designación y nombre
Designado provisionalmente como 2012 LN10.

## Características orbitales
2012 LN10 está situado a una distancia media del Sol de 2,548 ua, pudiendo alejarse hasta 3,018 ua y acercarse hasta 2,077 ua. Su excentricidad es 0,184 y la inclinación orbital 12,34 grados. Emplea 1485,82 días en completar una órbita alrededor del Sol.
Los próximos acercamientos a la órbita terrestre se producirán el 24 de abril de 2046, el 15 de septiembre de 2058 y el 27 de septiembre de 2188, entre oros.

## Características físicas
La magnitud absoluta de 2012 LN10 es 17.